# Château de Sonnaz (Haute-Savoie)
Ne doit pas être confondu avec le château de Sonnaz à Sonnaz, près de Chambéry en Savoie
Le château de Sonnaz est un château du XVIIe siècle, qui se dresse sur la commune de Thonon-les-Bains, dans le département de la Haute-Savoie en région Auvergne-Rhône-Alpes.

## Situation
Le château de Sonnaz se situe dans le centre-ville de Thonon-les-Bains, près de l’hôtel de ville et se trouve à côté de la gare supérieure du funiculaire de Thonon-les-Bains. Il surplombe le port de Rives, offrant une vue imprenable sur le lac Léman.

## Historique

### Les origines
L'actuel château de Sonnaz fut construit sur l'ancien château fort de Thonon-les-Bains.
En 1290, ce dernier fut construit par Amédée V de Savoie, sur une élévation surplombant le lac Léman, offrant ainsi un immense point de vue. La première enceinte fortifiée de Thonon fut aussi construite à cette époque.
Le château-fort eut une grande importance durant les guerres de Religion au XVIe siècle
En 1589, sous ordre de Henri III roi de France, Nicolas de Harlay, sieur de Sancy, mena une campagne militaire en Savoie. À cette époque Thonon n'avait ni murailles ni fossés comme moyens défensifs, seul le château-fort de Thonon s'opposa aux troupes de Sancy. Avec l'aide d'un complice, un certain Leclerc de Thonon, les troupes de Sancy sont pénétrées dans l'enceinte du château-fort. Au bout de trois jours de siège,le château-fort de Thonon se rendit. Le complice fut condamné par le Sénat de Savoie à la pendaison. Par la suite, Sancy obligea les habitants à jurer fidélité au roi de France. 
En 1616, un incendie ravagea le château-fort de Thonon, le détruisant en partie et fragilisant ses fortifications. On décida alors de le raser, ses matériaux servirent pour construire la Sainte-Maison de Thonon et le couvent des Ursules. Il devint en partie la place du château.

### Résidence de lafamille Gerbaix de Sonnaz
La famille Gerbaix de Sonnaz est une famille noble qui remonterait au XIIIe siècle, l'une des plus anciennes famille de Savoie, originaire de Chambéry.

### Aujourd'hui
Racheté par la ville de Thonon-les-Bains, le château de Sonnaz accueille le Musée du Chablais, ainsi que depuis 2008, l'Office du tourisme de la ville.
Le musée du Chablais du château de Sonnaz accueille plusieurs expositions permanentes ainsi qu'une exposition temporaire renouvelée chaque année.
Expositions permanentes :

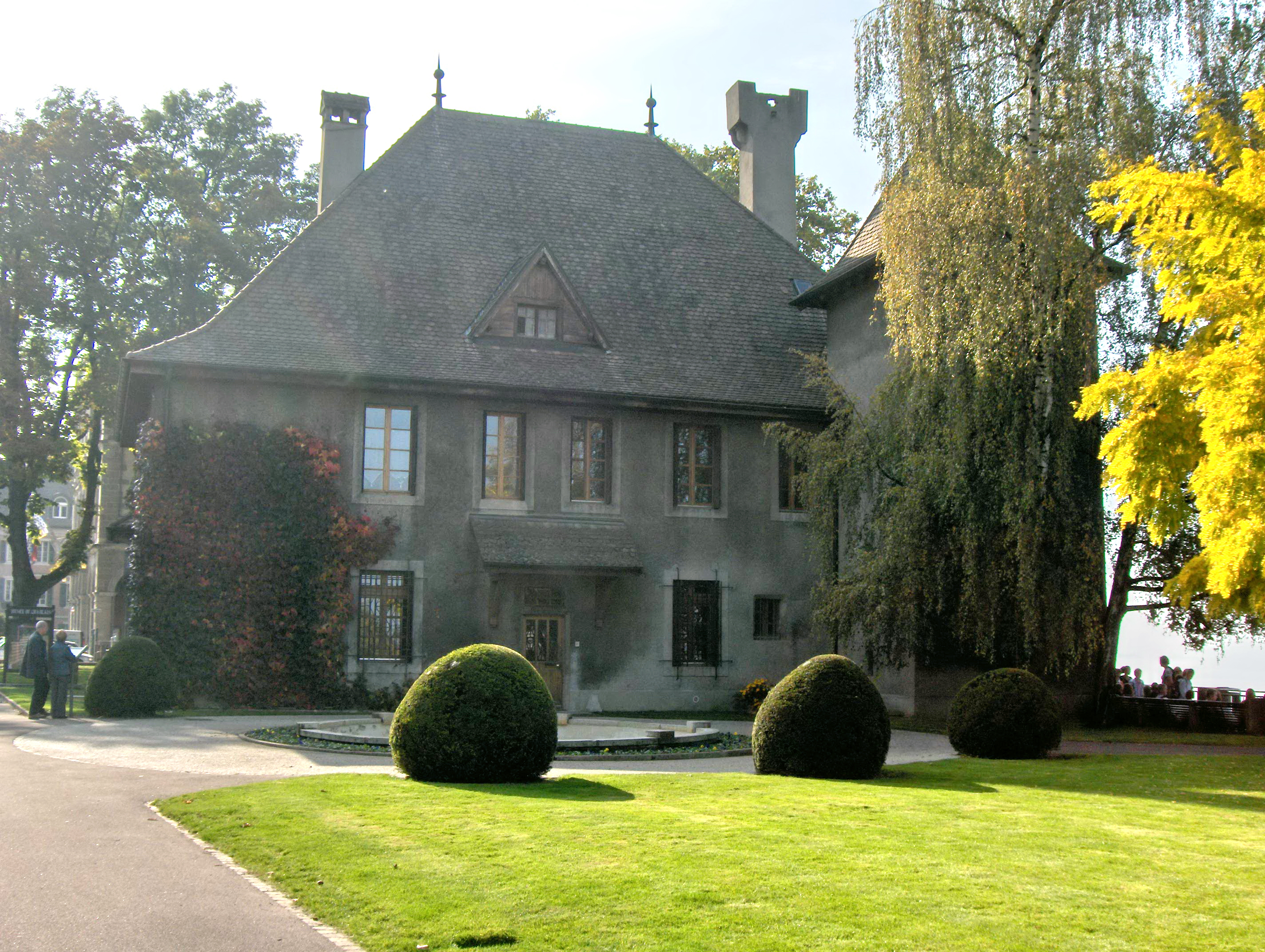
Château de Sonnaz

- « Marguerite Peltzer » : grande sculptrice, elle légua le fond de son atelier en 1991 à la ville de Thonon-les-Bains, avec de nombreuses œuvres[5].
- « La frontière, histoire de contrebande » : le Chablais offre de nombreuses possibilités aux contrebandiers (montagnes, lac ...).
- « Les barques du Léman : chronique d'une navigation disparue » : de la seconde moitié du XVIIIe siècle au début du XXe siècle, le transport de roches s'effectuait sur des barques à voiles latines, comme la Savoie qui en ait une réplique.

En 2013, le musée fête ses 150 ans d'existence. Pour l’événement, c'est l'artiste contemporain Gérard Collin-Thiébaut qui est le commissaire d'exposition.